# Coronel Castañeda (distrito)
Coronel Castañeda é um distrito do peru, departamento de Ayacucho, localizada na província de Parinacochas.

## Transporte
O distrito de Coronel Castañeda não é servido pelo sistema de estradas terrestres do Peru.